# Pycnarmon argenticincta
Pycnarmon argenticincta là một loài bướm đêm trong họ Crambidae.